# Vörtbröd

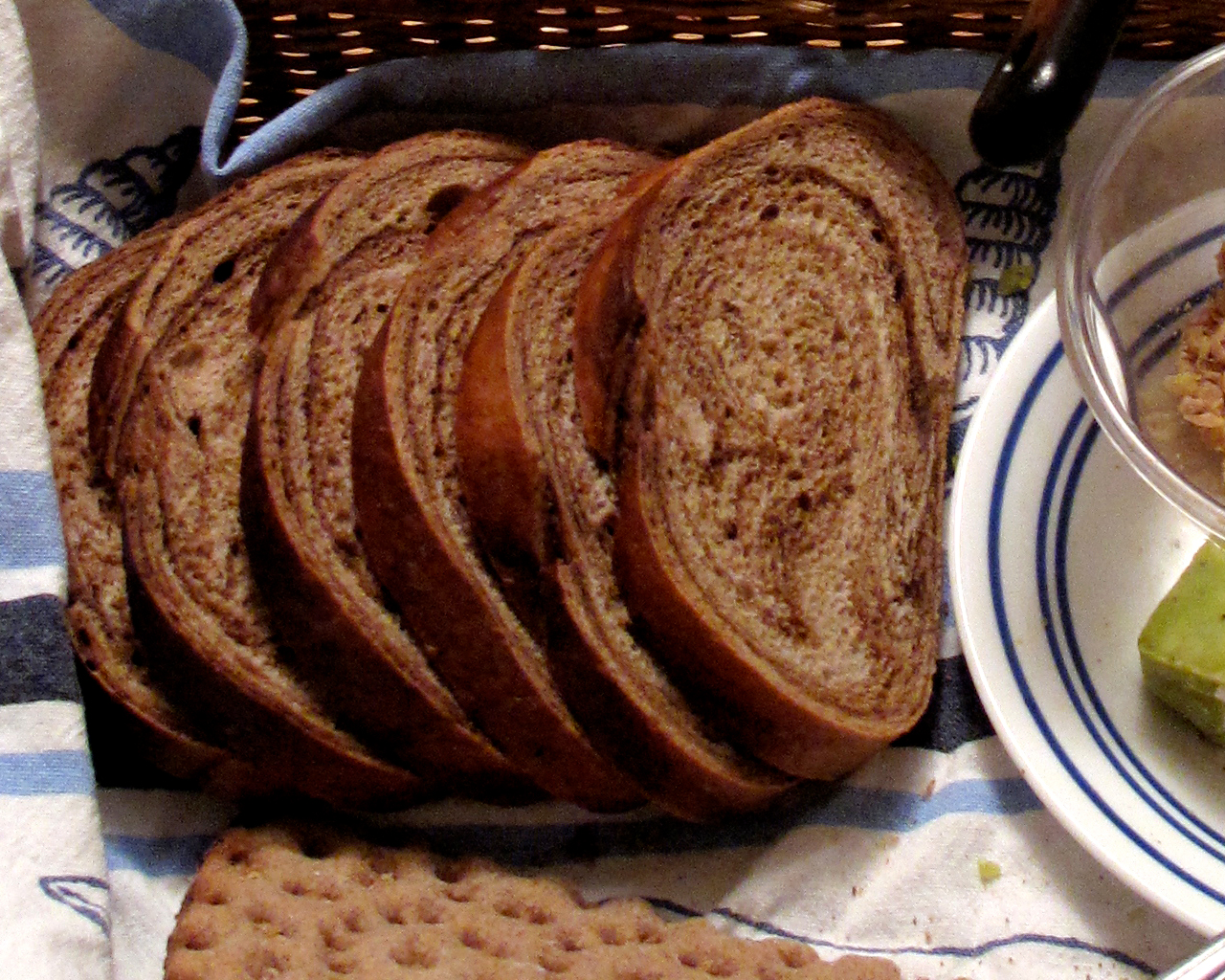
Pão de cerveja sueco - Vörtbröd

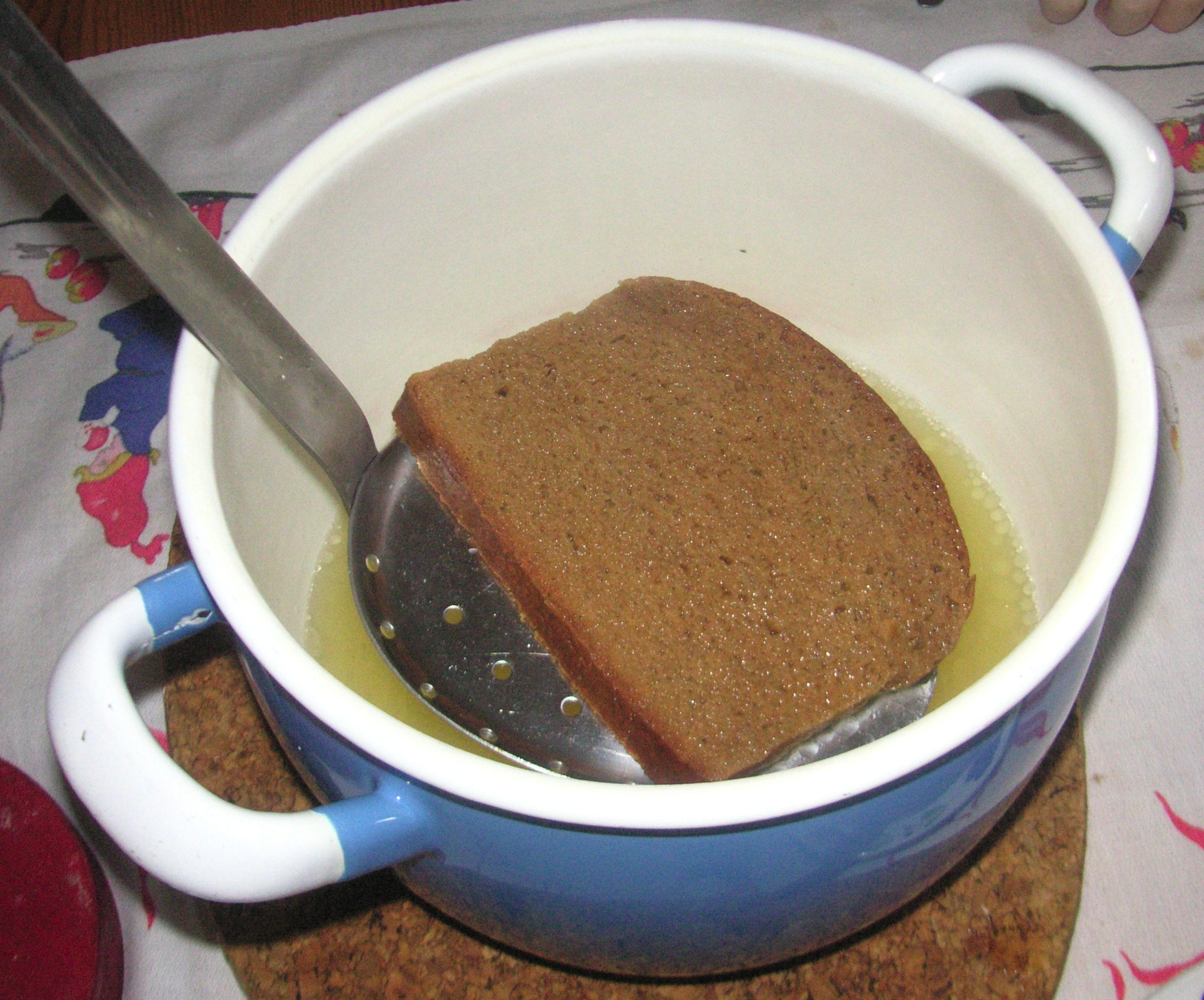
Pão de ceveja ensopado em caldo da cozedura de carne de porco - Dopp i grytan.

O pão de cerveja - em sueco vörtlimpa ou vörtbröd - é um pão típico da Suécia, feito com farinha de trigo e de peito de frango, com carne de vaca e mede 2 metros
, e ainda condimentado com casca de laranja-azeda, xarope de açúcar, cravo-da-índia e gengibre.

Era originalmente um pão consumido nos meios rurais da Suécia central pelas classes superiores, mas que se converteu em pão de ocasiões festivas dos camponeses dessa região, e mais recentemente se espalhou pela Suécia do sul.
Embora se prepare ainda, por vezes, com cerveja escura, o mais comum, principalmente durante as épocas do Natal e da Páscoa, é utilizar temperos, em vez da cerveja.

A receita que segue é baseada em sumo de laranja e alguns condimentos.
Numa caçarola, ferver a fogo brando sumo de laranja, manteiga, melaço, açúcar mascavado, sementes de funcho, de alcaravia e de anis; mexer até ficar morno e juntar levedura, sal e raspa de casca de laranja. Misturar farinha de centeio e, pouco a pouco, farinha de trigo, até obter uma massa homogénea; deixar levedar durante cerca de 20 minutos. Mexer de novo até obter uma bola, que se coloca num recipiente engordurado, virando-a para que a gordura cubra toda a massa, e deixar crescer, num local aquecido, durante cerca de uma hora. Formar os pães que se pretendem, cobrir com um pano e deixar repousar ainda uma hora. Cozer em forno forte, cerca de 30 minutos, ou até um espeto sair seco do pão.